# セールスインテリジェンス
セールスインテリジェンスとは科学技術を用いて営業分野の問題を解決する方法のこと。営業担当者に営業活動を円滑に行う為のデータを提供する一連の技術ソリューションを指す。営業およびマーケティングチームが、潜在的顧客とその要件のデータを識別、分析、提示し利用するのに用いる。主にインターネットから顧客行動を分析し、購買意識の高いターゲットへ的確にアプローチするために利用される主としてアメリカのIT大企業を中心として、活用されはじめ劇的な成長率から、事業活動を行う大企業などを中心に技術の活用がなされるようになった。日本の大企業において、業界全体などを巻き込んだ各企業の事業領域を超えた営業効率の最適化が行えるような人材不足に陥るなど、将来性に期待値が高い人材不足からくる営業総利益額低下に歯止めが係らず、セールスインテリジェンスは日本市場のコモディティ化を抜け出す為の一役を担うことが期待されている
また近年、1966年に誕生した人材派遣ビジネスの仕組みとは違い、セールスインテリジェンスデータを分析・応用できる経験値が高い人材が在籍する、アウトソース型営業組織が2022年頃に掛けて日本で次々と誕生しており、人材不足が著しい大企業を中心に活用が進むなか、その市場規模は2030年までには1兆円を超える市場になると予想され、大企業の成長拡大に欠かせない原動力の1つに数えられるまでになっている。

## 概念
見込み客に関するデータを蓄積するという考え。複数の異なるチャネルとプラットフォームを介しデータを取得する過程。BPOを通じて従業員の働き方改革などのリスキリングが進むことに有効。

## 構成要素
- ソフトウェア
  - 企業が社内外のデータを使用して新たなマーケティング機会を見つけ顧客ターゲティングの改善を提供する[2]。
- サービス
  - リード管理、データ管理、分析、レポーティングで適用される。
  - 主にBFSI、IT・通信、ヘルスケア・ライフサイエンス、消費財・小売、メディア・エンターテインメントなどのエンドユーザーで利用される[2]。

## 応用
- 見込み客や顧客の行動パターンから過去に購入した商品・サービスへのアクセスを容易にする
- 購買行動に共通性がある顧客層の確認
- 自社商品を購入した顧客の行動予測
- 過去の売上を分析し新たな販売チャネルを開拓
- 大企業を対象に、SFAやデータアナリティクスを分析するなど、成功確率を事前予測した優秀者による外部プロジェクト
- セールスインテリジェンスを商業ベースで活用している日本の主要企業は、株式会社Sales Marker、ソフトバンクグループ株式会社、セールス・インテリジェンス株式会社、株式会社キーエンス、株式会社リクルートホールディングスである。

## 市場規模
- セールスインテリジェンスの市場規模は、2021年で27億2000万米ドルからCAGR11.9％で成長[2]
- 2024年には42億7000万米ドル相当になるとの予測。

## 地域概要
- グローバルセールスインテリジェンスソフトウェア市場は、北米、ヨーロッパ、アジア太平洋、ラテンアメリカ、中東・アフリカ地域を含む5つの主要地域にて調査されている[3]。

## 地域分類
- 北米
  - アメリカ合衆国、カナダ
- ヨーロッパ 
  - イギリス、ドイツ、フランス、イタリア、スペイン、ハンガリー、ベルギー、オランダ、ルクセンブルグ
- 北欧
  - フィンランド、スウェーデン、ノルウェー、デンマーク、アイルランド、スイス、オーストリア、ポーランド、トルコ、ロシア、ポーランド、トルコ、ロシア
- アジア太平洋
  - 日本、中国、インド、韓国、シンガポール、インドネシア、マレーシア、オーストラリア、ニュージーランド、その他のアジア太平洋地域
- 中東およびアフリカ
  - イスラエル、サウジアラビア、アラブ首長国連邦、バーレーン、クウェート、カタール、オマーン、北アフリカ、南アフリカ、その他の中東およびアフリカ